# Albert Stoessel
Albert Frederic Stoessel (11 de octubre de 1894-12 de mayo de 1943) fue un compositor, violinista y director de orquesta estadounidense.

## Biografía
Nació en San Luis (Misuri) en 1894. Estudió música en la Universidad de las Artes de Berlín como alumno de Emanuel Wirth y Willy Hess. A los 19 años comenzó su carrera profesional con el Cuarteto de Cuerdas Hess y realizó giras como violín solista por Suiza, Países Bajos y Alemania. Regresó a los Estados Unidos en 1915 para una gira de conciertos. Actuó con la Orquesta Sinfónica de Saint Luis y la Orquesta Sinfónica de Boston, y vivió en Boston hasta 1917 mientras continuaba su carrera como violinista y compositor.
Stoessel se alistó en el ejército de los Estados Unidos en 1917, convirtiéndose en teniente de las Fuerzas Expedicionarias Estadounidenses de Infantería y líder de la banda del regimiento. En 1918 fue destinado a Francia. Fue nombrado director de la Escuela de Directores de Banda AEF de Chaumont, Francia, organizada por Walter Damrosch, después de estudiar allí con André Caplet.
Después de su baja en el Ejército en 1919, Stoessel actuó como solista con la Orquesta Sinfónica de Boston y realizó una gira con Enrico Caruso. En 1921 fue nombrado director asistente de la Sociedad de Oratorio de Nueva York bajo la dirección de Walter Damrosch. Durante siete años, a partir de 1923, fue jefe del Departamento de Música de la Universidad de Nueva York, donde obtuvo una maestría en 1924. Dejó su cargo para convertirse en director de los departamentos de ópera y orquesta de la Escuela Juilliard en 1931. Fue director del Festival de Worcester, organizado por la Asociación Musical del Condado de Worcester (Massachusetts) en 1925 y dirigió el Festival de Westchester en White Plains, Nueva York, de 1927 a 1933. Stoessel comenzó a trabajar con la Institución Chautauqua en 1921 como director y en 1929 fue nombrado director musical.
Albert Stoessel compuso la ópera Garrick en 1936, escribió un tratado en 1919 titulado La técnica de la batuta y compuso varias piezas para violín, piano, coral y orquesta. Su esposa, Julia Pickard Stoessel, también había sido estudiante de violín en Berlín. Se casaron el 27 de junio de 1917 y tuvieron dos hijos, Edward y Fredric.
Dirigió el estreno en Estados Unidos del Concierto para piano en re bemol de Aram Khachaturian, el 14 de marzo de 1942, con el solista Maro Ajemian y la Juilliard Graduate School.
El 12 de mayo de 1943, mientras se encontraba en el escenario dirigiendo a una orquesta para la Academia Estadounidense de Artes y Letras en Nueva York, Stoessel murió de un ataque cardíaco.
Entre sus discípulos más notables se encuentran Robert Talbot y Gertrude Price Wollner .

## Obras

### Ópera
- Garrick, ópera lírica en 3 actos (1936[3] )

### Orquestal
- Suite Antique, versión para orquesta (1925)
- Hispania, suite para orquesta (1928)
- Canción del barquero del Volga: una paráfrasis coral-sinfónica de una antigua canción popular rusa, para orquesta y coro opcional (1928)
- Cyrano de Bergerac: Un retrato sinfónico, para orquesta (1931)
- Concierto Grosso, para cuerdas y piano (1935)
- Americana temprana, suite para orquesta (1936)
- Suite de extractos orquestales de Garrick, suite para orquesta (1938)

### Cámara
- Suite Antique, para 2 violines y piano (1917)
- Andantino Grazioso, para violín, violonchelo y piano (1933)
- Serenata Rococó, para violín, violonchelo y piano (1933)

### Instrumental solista
- The American Lady March : Dos pasos, para piano (1909)
- Marcha del centenario de St. Louis : dos pasos, para piano (1909)
- Crinolina: Minueto a la antigua usanza, para violín y piano (1916)
- Dos composiciones, op. 8, para violín y piano (1916)
- Southern Idyl, para violín y piano (1916)
- Dos danzas americanas, para violín y piano (1917)
- Cinco Miniaturas, para violín y piano (1917)
- Boston's Own : Marcha, para piano (1918)
- Sonata en sol, para violín y piano (1921)
- Patrulla holandesa: Fantasía sobre dos aires holandeses, para piano (1922)
- Hispania, Suite para piano (1922)
- Cinco Piezas, para violín y piano (1925)

### Vocal
- Claro de luna, para voz y piano (1916)
- Vislumbres, para voz y piano (1922)
- Rose Prayer, para voz y piano (1922)

### Coral
- Beat! Beat! Drums, para coros (1922)
- Three Traditional Spirituals, para coro masculino, harpa o piano (1931)
- Hymn to Diana, para el coro de S.S.A. (1933)
- It was a Lover and His Lass, para el coro de S.S.A. (1933)